# Samitier (Huesca)
Samitier ist ein spanischer Ort in den Pyrenäen in der Provinz Huesca der Autonomen Gemeinschaft Aragonien. Der Ort gehört zur Gemeinde La Fueva. Samitier hatte 17 Einwohner im Jahr 2015.
Der Ort liegt südlich der Embalse de Mediano an der A-138.

## Baudenkmäler

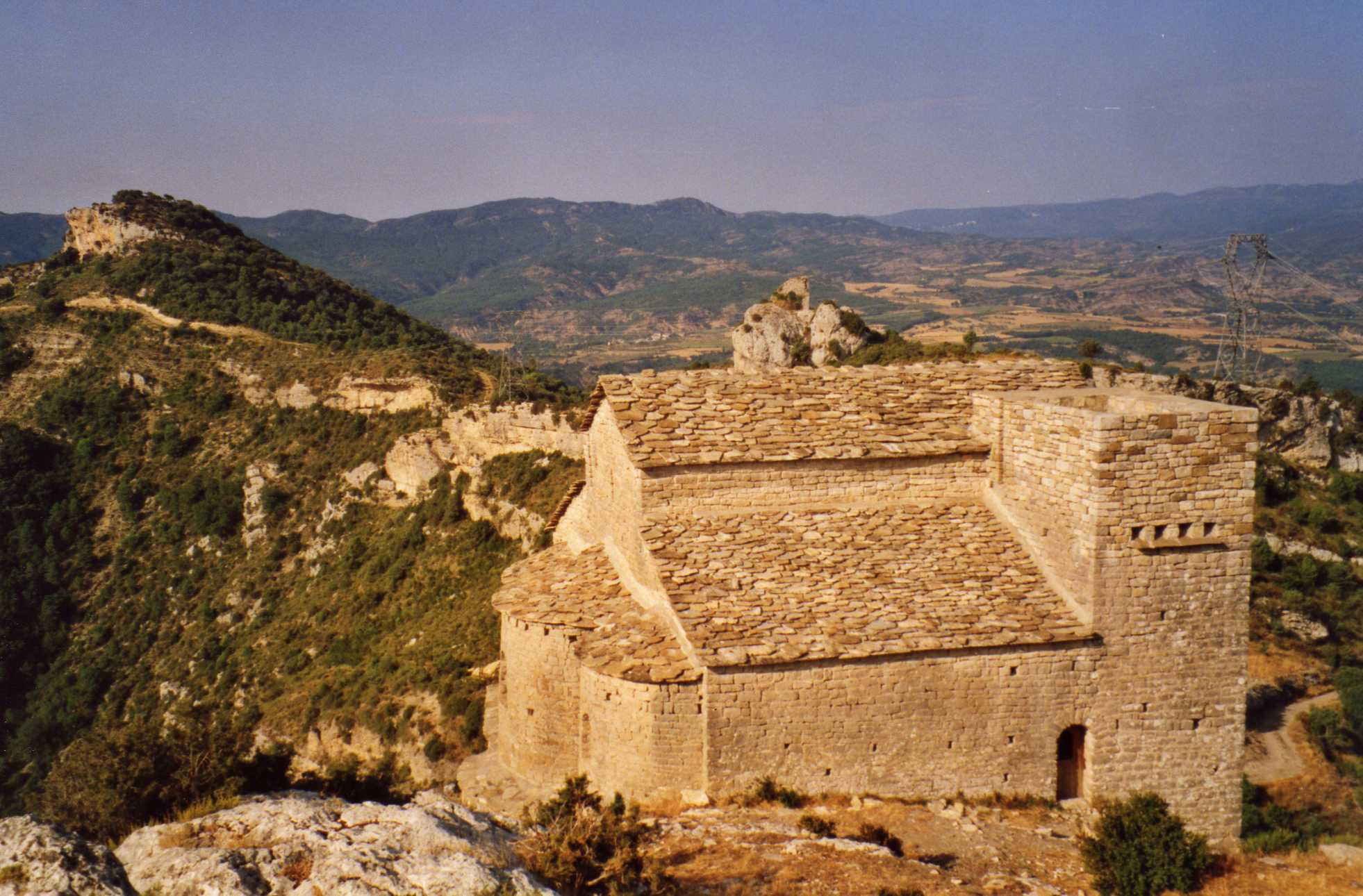
Ermita de San Emeterio y San Celedonio

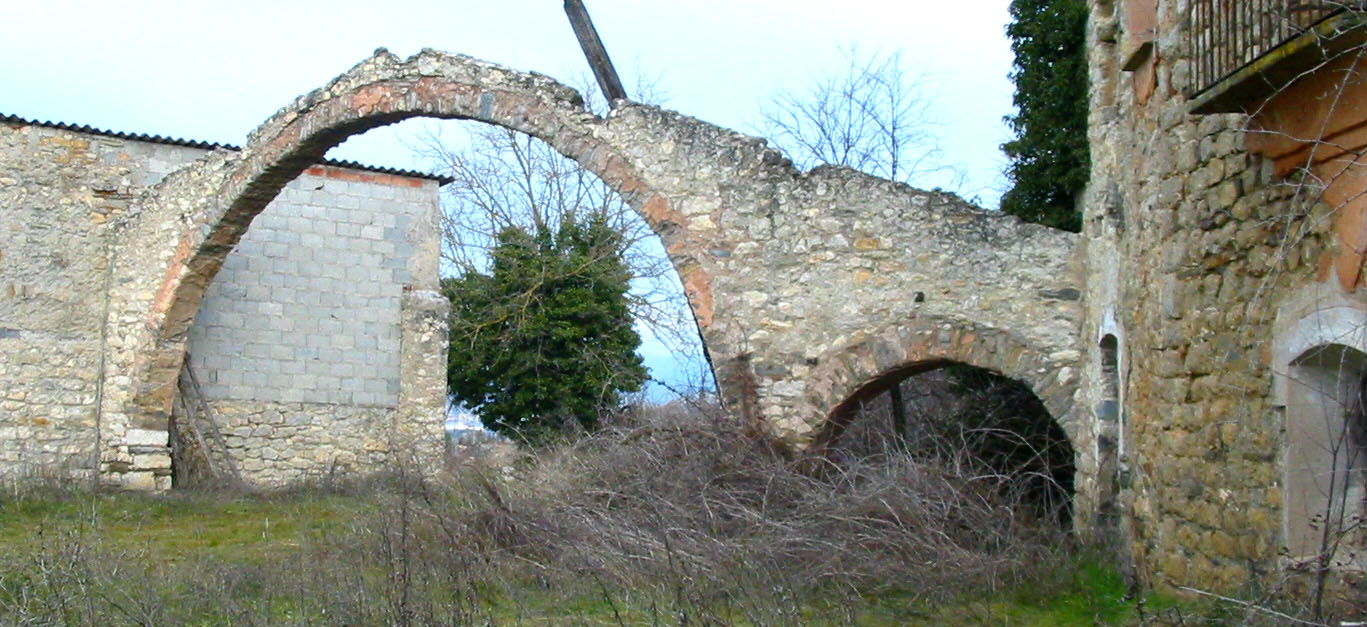
Bogen der Casa Plana

- Hochmittelalterliche Burg (Castillo) (Bien de Interés Cultural)
- Romanische Ermita de San Emeterio y San Celedonio (Bien de Interés Cultural)
- Torre de San Vicente, erbaut im 16. Jahrhundert (Bien de Interés Cultural)
- Casa 2 (Bien de Interés Cultural)
- Bogen der Casa Plana (Bien de Interés Cultural)
- Kirche San Miguel, erbaut im 17. Jahrhundert